# Cryptus sodalis
Cryptus sodalis là một loài tò vò trong họ Ichneumonidae.